# Mihulczy Żleb

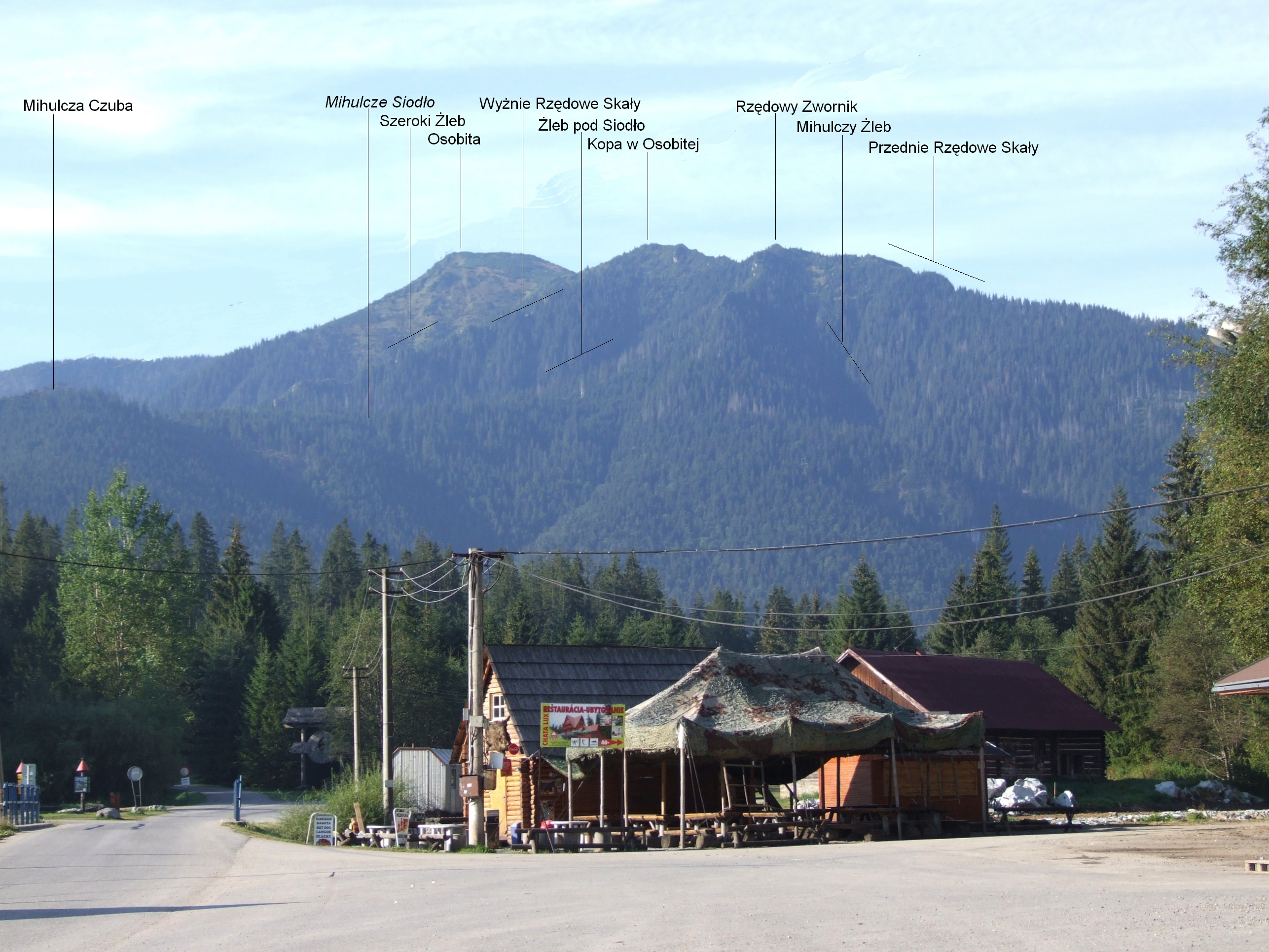
Widok na masyw Osobitej z Orawic

Mihulczy Żleb – żleb w masywie Osobitej w słowackich Tatrach Zachodnich. Opada spod Rzędowego Zwornika (1589 m) w północnym kierunku i na wysokości około 850 m uchodzi do Doliny Mihulczej. Jego zbocza tworzą dwie granie odchodzące od Rzędowego Zwornika: orograficznie lewe zbocze tworzą Przednie Rzędowe Skały, prawe północno-wschodnia grań Rzędowego Zwornika i jej północna odnoga.
Mihulczy Żleb jest głęboko wcięty i całkowicie zalesiony, jedynie przy ujściu do Doliny Mihulczej znajduje się duża polana ciągnąca się w górę wzdłuż doliny Mihulczego Potoku. Dnem Mihulczego Żlebu spływa potok będący prawym dopływem Mihulczego Potoku. Cały żleb znajduje się na obszarze TANAP-u, a jego górna część należy do obszaru ochrony ścisłej Rezervácia Osobitá. Przy leśniczówce Mihulcze (horáreň Mihulčie) od szosy Orawice – Habówka odchodzi zaznaczona na polskiej mapie droga leśna, a wyżej  ścieżka, prowadząca w masyw Osobitej. W połowie wysokości Mihulczego Żlebu krzyżuje się ze ścieżką trawersującą północne stoki Osobitej i prowadzącą z Mihulczego Siodła na Przednie Rzędowe Skały. Są to jednak szlaki nieudostępnione dla turystów.